# 2. Volleyball-Bundesliga Pro
Die 2. Bundesliga Pro ist seit 2023 die zweithöchste Volleyball-Liga der Frauen in Deutschland.

## Geschichte
Die 2. Bundesliga Pro wurde zur Saison 2023/24 ausschließlich in der Volleyball-Bundesliga der Frauen eingeführt. Damit wird den Vereinen die Möglichkeit gegeben, sich professionell aufzustellen und somit auch die Leistungslücke zwischen erster und zweiter Bundesliga zu verringern. Die Einführung der Liga wurde von der DVV-Mitgliederversammlung am 19. November 2022 beschlossen.
Für die erste Saison hatten die Mannschaften DSHS SnowTrex Köln, TSV Bayer 04 Leverkusen, SCU Emlichheim, VC Allbau Essen, ESA Grimma Volleys, SSC Freisen, Skurios Volleys Borken, Stralsunder Wildcats, ETV Hamburg, TV Dingolfing und NawaRo Straubing einen Lizenzantrag für die 2. Bundesliga Pro gestellt. Sonderspielrechte hatten VCO Dresden und VCO Berlin. VfL Oythe und Binder Blaubären TSV Flacht beantragten eine Wildcard, auch der BBSC Berlin wollte teilnehmen. Am 23. März 2023 erhielt Flacht die Wildcard. Dagegen wurde Oythe die Wildcard abgelehnt, und Emlichheim zog den Antrag zurück. Am 27. März 2023 verkündete Bundesligist Schwarz-Weiss Erfurt, sich in die 2. Bundesliga Pro zurückzuziehen. Der VCO Berlin und der BBSC Berlin traten in der 2. Bundesliga Nord an.

## Modus
Die Liga ist zwischen der Bundesliga und der zweigleisigen 2. Bundesliga angesiedelt.
In der 2. Bundesliga Pro sollen zwölf reguläre Mannschaften und bis zu zwei Teams mit Sonderspielrecht starten.
Gespielt wird eine Runde jeder gegen jeden mit Hin- und Rückspiel, an deren Ende der Sieger der 2. Bundesliga Pro als Aufsteiger in die Bundesliga sowie die beiden letztplatzierten Mannschaften als Absteiger in die 2. Bundesliga (Staffel Nord/Süd) feststehen.

## Bisherige Meister
| 2025 | Skurios Volleys Borken |
| 2024 | Schwarz-Weiss Erfurt   |